# Alan Alborn

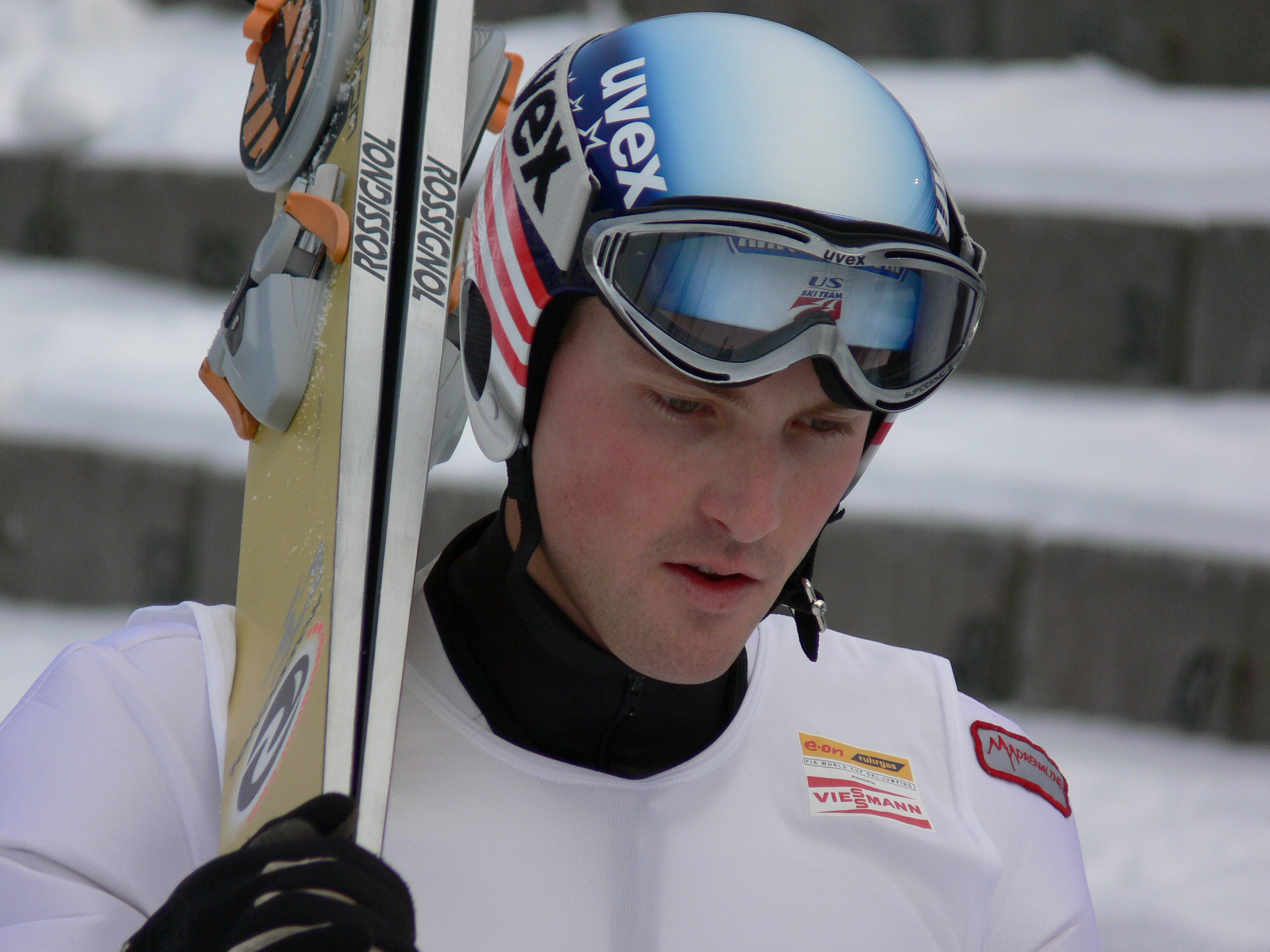
Alan Alborn i Holmenkollen 2006

Alan Jacob Alborn, född 13 december 1980 i Anchorage i Alaska, är en amerikansk tidigare backhoppare. Han representerade Alaska Jumping Club.

## Karriär
Alan Alborn debuterade internationellt under olympiska spelen 1998 i Nagano i Japan. Han blev nummer 42 i normalbacken och nummer 44 i stora backen. I lagtävlingen blev han nummer 12 tillsammans med det amerikanska laget. Alborn debuterade i världscupen i backhoppning i Oberhof i Tyskland 12 december 1998. Han blev nummer 24 i sin världscupdebut. Alborn tävlade sju säsonger i världscupen. Som bäst blev han nummer 20 sammanlagt säsongen 2001/2002. Han blev som bäst nummer fyra i en deltävling i världscupen, i Engelberg i Schweiz 16 december 2001.
Alborn startade i Skid-VM 1999 i Ramsau am Dachstein i Österrike och slutade på en 40:e plats i normalbacken och 27:e plats i stora backen. Under Skid-VM 2001 i Lahtis i Finland blev han nummer 23 i normalbacken och nummer 41 i stora backen. Alborn deltog även i Skid-VM 2003 i Val di Fiemme i Italien. Där blev han nummer 29 i normalbacken och nummer 34 i stora backen.
Under olympiska spelen 2002 på hemmaplan i Salt Lake City blev Alborn nummer 11 i normalbacke och 34 i stora backen i Utah Olympic Park Jumps. I lagtävlingen slutade amerikanska laget på en 11:e plats. Vid olympiska spelen 2006 i Turin i Italien blev han nummer 40 i normalbacken och nummer 43 i stora backen. USA blev nummer 14 i lagtävlingen med Alborn i laget.
Alan Alborn tävlade i skidflygnings-VM 2002 i skidflygningsbacken Čerťák i Harrachov i Tjeckien. Där slutade han på en 32:a plats. Under skidflyglygnings-VM 2006 i Kulm i Bad Mitterndorf i Österrike blev han nummer 34. Alborn hoppade som längst 221,5 meter, i Planica i Slovenien. 
Vid amerikanska mästerskapen har Alborn i perioden 1999 till 2002 vunnit 3 guldmedaljer och en silvermedalj, alla i individuella tävlingar. Alborn fick växande problem med ena knät och genomgick en operation mars 2003. Han startade säsongen 2004/2005 men skadade sig åter i knät. Han avslutade karriären efter säsongen 2006/2007.